# 오레오 오즈

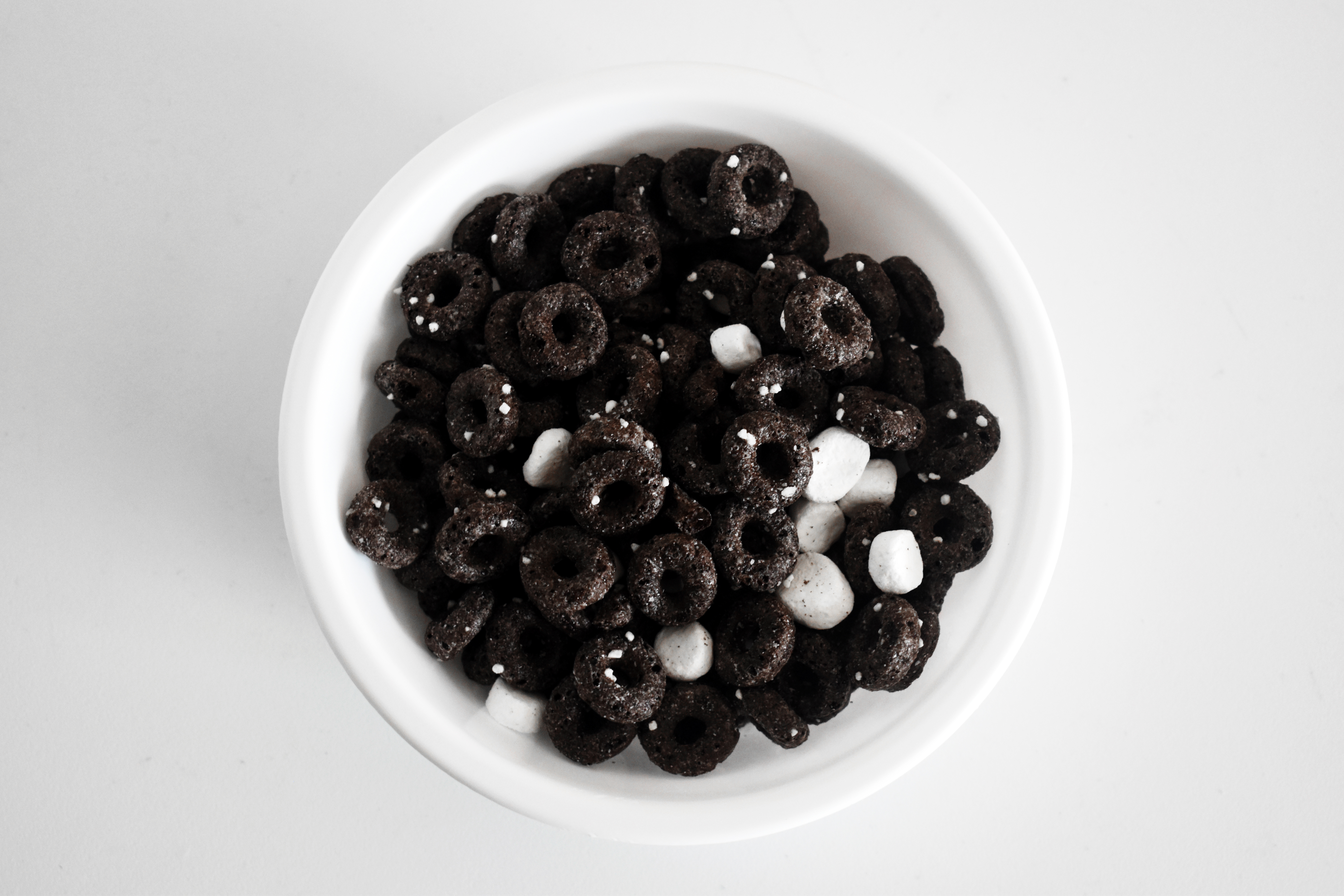
오레오 오즈.

오레오 오즈(Oreo O's)는 포스트 컨슈머 브랜즈(en)를 특허 제조하는 동서식품이 판매하는 시리얼이다. 초콜렛 쿠키로 된 시리얼과 마시멜로로 구성되어 있다.
오레오 오즈는 미국의 최대 식품회사 중 하나인 크래프트 푸즈(Kraft Foods)의 유명 과자 오레오를 응용하여 만든 시리얼로, 크래프트의 산하 기업이었던 포스트가 생산했으며, 미국에서도 1997년에 최초로 출시되었고 2003년 대한민국에 출시되었다. 그러다 크래프트가 사업부진으로 시리얼 사업을 지속하지 못해 2008년 8월 4일 랄콥 홀딩스(en)에게 포스트는 매각되었다. 그 결과 2007년 이후 오레오 오즈는 한국에서만 판매(동서식품)되었으나, 2017년 6월부터 미국에서도 재판매됐다.

## 같이 보기
- 시리얼
- 오레오